# 우베 팀

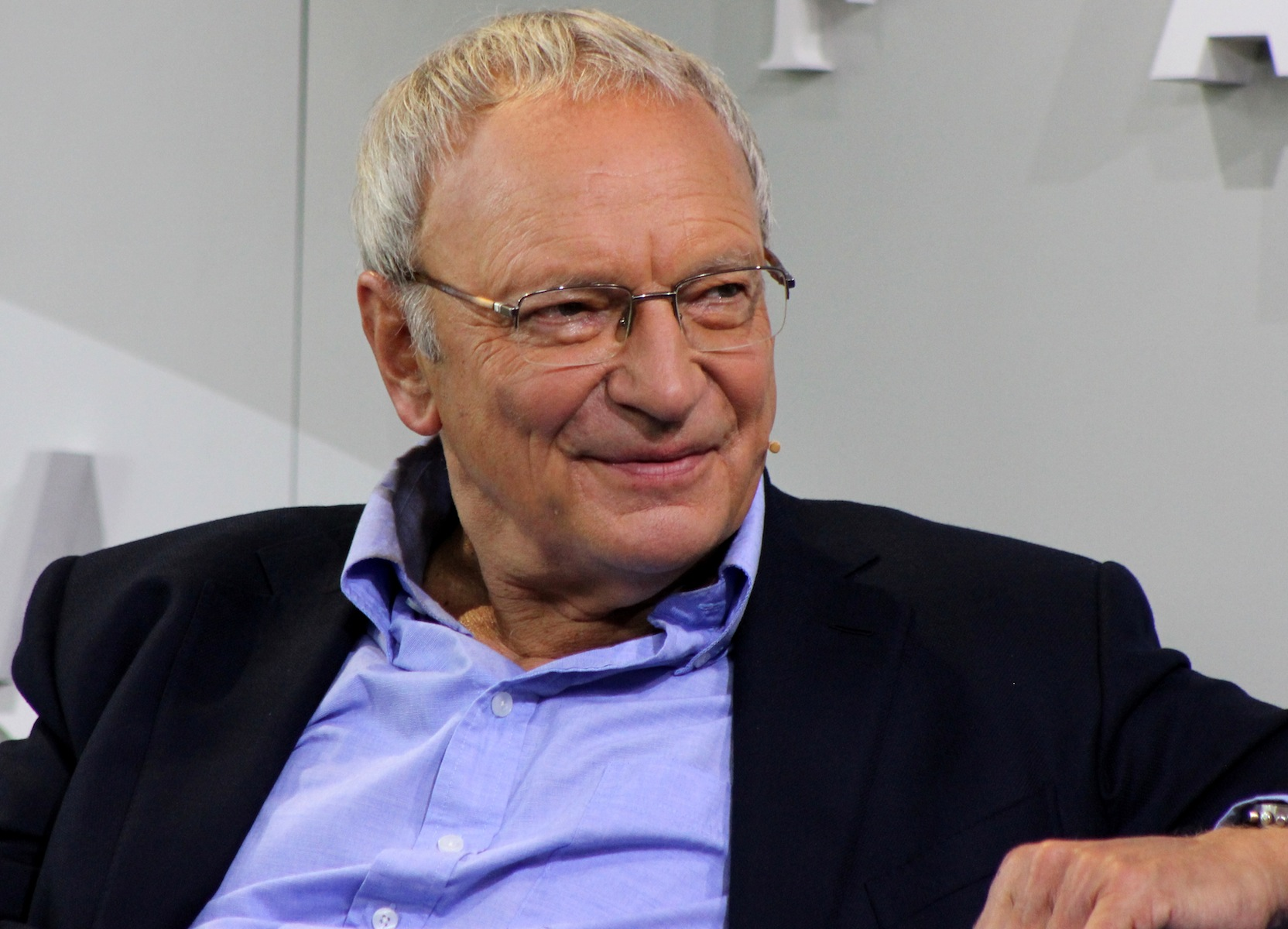

우베 팀(Uwe Timm, 1940년 3월 30일 ~ )은 독일의 작가이다.

## 생애
1940년 함부르크에서 태어났다. 1961년부터 1963년까지 브라운슈바이크 대입 자격시험 준비 과정에 다녔는데, 베노 오네조르크를 그곳에서 알게 되었다. 그와 함께 ＜타일스ᐨ타일스＞란 잡지를 발간하고 처음으로 자신의 시도 실었다. 1963년부터 뮌헨에서, 1966년부터는 파리에서 독어독문학과 철학을 공부했다. 다시 뮌헨으로 돌아와 1967년∼1969년에 SDS(사회주의독일학생연맹)에서 활동한다. 1971년에는 카뮈의 부조리 문제를 다룬 논문으로 박사 학위를 받았다. 이후 전업 작가로 활동한다. 1972년에서 1982년까지는 ‘아우토렌에디티온’에 참여한 여러 작가들과 함께 출판·기획 활동을 한다. 아우토렌에디티온이 해체된 후 ‘키펜호이어ᐨ비취’ 출판사로 옮기고 그의 작품은 모두 여기서 출판된다. 1973년 독일공산당에 가입하지만 당의 활동에 전적으로 동조할 수가 없어 1981년 탈당한다. 1994년부터 독일어문학아카데미, 독일펜클럽, 예술아카데미 정회원으로 활동하고 있으며 1991년∼1992년 파더보른 대학, 2005년 밤베르크 대학에서 창작 강의를 맡기도 했다.

## 주요 작품
주요 작품으로는 시집 ≪모순(Wiedersprüche)≫(1971), 소설 ≪뜨거운 여름≫(1974), ≪모렝가(Morenga)≫(1978), ≪인간 머리 사냥꾼(Kopfjäger)≫(1991), ≪성 요한절 전야(Johannisnacht)≫(1996), ≪로트(Rot)≫(2001), ≪내 동생을 보면(Am Beispiel meines Bruders)≫(2003), ≪친한 사람과 낯선 사람(Der Freund und der Fremde)≫(2005), ≪희미한 그림자(Halbschatten)≫(2008)가 있다.

## 수상
주요 수상 경력은 다음과 같다.
- 1979년 야코부스 모렝가에 대한 소설 ≪모렝가≫로 브레멘 문학상 수상.
- 1989년 뮌헨 문학상 수상.
- 1990년 독일 청소년 문학상 수상.
- 1996년 바이에른의 어린이 영화상 수상.
- 2002년 뮌헨 문학상 수상.
- 2006년 야코프 바서만 문학상 수상.